# Stormbringer Ruler
STORMBRINGER RULER - The Legend of The Power Supreme è un album epic metal del gruppo musicale fiorentino Domine, pubblicato nel 2001 dalla Dragonheart Records.

## Tracce
1. The Legend of the Power Supreme – 1:30
2. The Hurricane Master – 4:32
3. Horn of Fate (The Chronicles of the Black Sword - The End of an Era Part 2) – 7:33
4. The Ride of the Valkyries – 7:15
5. True Leader of Men – 6:19
6. The Bearer of the Black Sword (The Chronicles of the Black Sword - The End of an Era Part 1) – 7:21
7. The Fall of the Spiral Tower – 6:15
8. For Evermore (The Chronicles of the Black Sword - The End of an Era Part 3) – 6:24
9. Dawn of a New Day - A Celtic Requiem (The Chronicles of the Black Sword - The End of an Era Part 4) – 10:58

## Dettagli Brani
The Ride of the Valkyries è un arrangiamento metal della Cavalcata delle valchirie di Richard Wagner.
The Legend of the Power Supreme e True Leader of Men sono ispirate alla saga fantascientifica di Dune, dalla quale riportano varie citazioni. L'intro, in particolare, è tratta dall'inizio del film Dune.
For Evermore (The Chronicles of the Black Sword - The End of an Era Part 3) è invece ispirata a Freddie Mercury e in particolare a Rhye, mondo immaginario che è l'argomento principale di alcune canzoni dei Queen, band di cui Freddie Mercury era il cantante, soprattutto Seven Seas Of Rhye.
Gli altri brani sono in generale ispirati alla saga fantasy di Elric di Melniboné, personaggio che appare anche sulla copertina del disco.

## Formazione
- Morby - voce
- Enrico Paoli - chitarra
- Riccardo Paoli - basso
- Riccardo Iacono - tastiere
- Stefano Bonini - batteria

### Altri musicisti
- Patrick Wire (voce dei Beholder) - cori
- Leanan Sidhe (voce dei Beholder) - cori, parti soliste in "THE RIDE OF THE VALKYRIES" e "FOR EVERMORE the chronicles of the black sword - the end of an era part 3"